# Tri-ethyleentetramine
Tri-ethyleentetramine, doorgaans afgekort als TETA, is een organische stof met de formule [CH2NHCH2CH2NH2]2. Deze olieachtige vloeistof is in principe kleurloos, maar heeft een gelige kleur door verontreinigingen ontstaan door oxidatie aan de lucht. Het is oplosbaar in polaire oplosmiddelen en vertoont de reactiviteit, die typisch is voor aminen. Het vertakte isomeer N(CH2CH2NH2)3 en het ringvormige 1,4,7-triazacyclononaan (CH2CH2NH)3) zijn commercieel gezien de belangrijkste producten.

## Synthese
Tri-ethyleentetramine wordt bereid door ethyleendiamine en vergelijkbare stoffen met een oxide als katalysator te verhitten. Hierbij ontstaan amines, die van elkaar gescheiden worden door destillatie en sublimatie.

## Toepassingen
De reactiviteit en gebruik van TETA zijn vergelijkbaar met de verwante polyamines ethyleendiamine en di-ethyleentriamine. Het wordt voornamelijk gebruikt als vernetter (harder) in epoxy.
Tri-ethyleentetramine is een tetradentaat ligand in coördinatiechemie, waar het trien genoemd wordt. Octaëdrische complexen van het type M(trien)Cl2 kunnen verscheidene diastereomerische structuren vormen, waarvan de meeste chiraal zijn.